# Horma
Horma, de l'hébreu חָרְמָה (ḥormâ) « destruction », est une ville de la tribu de Juda située dans le Néguev.
Lors de la tentative avortée d'entrer en Canaan par le sud, les Israélites sont repoussés par les Amalécites et les Cananéens jusqu'à Horma. Selon une autre tradition, Horma serait un groupement de villes dépendant de la ville d'Arad. 
Horma  est conquise par Josué et elle est attribuée à Juda. Techniquement, elle revient en fait à la tribu de Siméon, dont le territoire est inclus dans celui de Juda.
Plusieurs sites archéologiques ont été proposés pour Horma : Tel  Malhata, Tel Sera, Tel Masos ou Tel Ira.